# À La Carte (együttes)
Az À La Carte együttes 1979-ben alakult az NSZK-ban. Egyike volt az eurodisco legkedveltebb női trióinak. A főleg a Távol-Keleten és a Szovjetunióban népszerű Arabesque-kel ellentétben az À La Carte Európában aratta sikereit az 1980-as évek elején. Bár a trió az NSZK-ban készítette lemezeit, az együttes énekesnői angol anyanyelvűek voltak.

## Tagok

### Az eredeti felállás
- Patsy Fuller
- Julia
- Elaine

### Későbbi tagok
- Jenny Renshaw
- Denise Distelle
- Katie Humble
- Linda Daniels
- Joy Martin

## Karriertörténet
Az À La Carte története 1978-ban kezdődött, amikor a Hansa lemezcég (a Boney M. kiadója) alkalmazásában álló producer-házaspár, Tony Hendrik és Karin van Haaren (polgári nevén: Karin Hartmann) elhatározták, hogy női triót szerveznek. A diszkóműfajban ugyanis akkoriban igen sikeresek voltak a női duók és triók, mint például a Silver Convention, a Belle Epoque, a Luv’, az Arabesque és a Baccara, illetve ezt a trendet követte később a Babe, a Maywood, a Doris D. and the Pins és a The Flirts is. Az À La Carte végül három csinos, kellemes hangú angol énekesnő, Patsy, Julia és Elaine társulásával jött létre. 1979 márciusában jelent meg első kislemezük. A When the Boys Come Home című dal meglepően jól szerepelt az eladási listákon, ezért a triót meghívták a Musikladen című népszerű német zenés show-műsorba. Fellépésük nagy siker volt, melynek hatására a kislemez eladási mutatói tovább emelkedtek. 1979 októberében került piacra az újabb kislemez, a Doctor, Doctor (Help Me Please). A görögös hangvételű dal hamar sláger lett, s az À La Carte-ból rövidesen Európa legkedveltebb női poptriója vált. A két kislemez között eltelt alig féléves időszakban viszont változott a felállás: Julia és Elaine helyére Jenny Renshaw és Denise Distelle érkeztek. Denise nem maradt sokáig, néhány hónap múlva Katie Humble váltotta fel. 1980 márciusában újabb À La Carte-kislemez jelent meg, a Do Wah Diddy Diddy. Manfred Mann ’60-as évekbeli slágerének diszkóváltozata nagy sikernek bizonyult, melynek eredményeként a rajongók rövidesen kézbe vehették a trió első nagylemezét is.
A Do Wah Diddy Diddy Round című LP háttérzenészei között szerepelt Michael Cretu, aki részt vett többek között a „konkurens” női trió, az Arabesque sikereinek háttérmunkájában is, sőt később feleségül vette énekesnőjüket, Sandrát. Az À La Carte első albuma nem okozott csalódást a dallamos diszkózene kedvelőinek, amit mi sem bizonyít jobban, mint a két újabb kislemez, a Ring Me Honey és a Farewell, Farewell To Carlingford sikere. A színfalak mögött azonban újabb tagcserére került sor. Távozott Katie Humble, s vele együtt az utolsó alapító tag, Patsy Fuller. Jenny mellé Joy Martin énekesnő érkezett, illetve Linda Daniels, akinek tulajdonképpen ugyanaz volt a feladata, mint korábban Denise-nek: külsejével eladni a produkciót. Az 1981 januárjában megjelent kislemezen (You Get Me On The Run) Jenny és Joy énekeltek. A dal sláger lett, akárcsak a következő három kislemez, a River Blue, a Viva Torero és a Have You Forgotten. (Ez utóbbi egy Lehár Ferenc-melódia feldolgozása.) Az À La Carte második albumán (Viva) természetesen szerepeltek a kislemezen már befutott dalok, továbbá két új Michael Cretu-szerzemény is: Wanted (Jean Le Voleur); In The Summer Sun Of Greece. Mire az In The Summer Sun Of Greece 1982 áprilisában kislemezen is megjelent, lezajlott az utolsó tagcsere: Linda ment, s visszatért Katie.
1982 júliusában Ahé Tamouré címmel jelent meg a trió következő kislemeze, továbbá ugyanabban az évben megjelent első válogatásalbumuk, a The Wonderful Hits of À La Carte. 1983 januárjában jött az újabb kislemez, a Radio, amely máig nagy kuriózum a rajongók körében, mivel nem került rá a trió egyik albumára sem. 1983-ban az À La Carte Rockin’ Oldies címmel egy olyan LP-t jelentetett meg, melyen kizárólag régi slágereket énekelnek. A dalok közé felkerült a Do Wah Diddy Diddy, ami az első nagylemezükön már szerepelt, illetve a Dong Dong Dikki Dikki Dong, ami a másodikon volt hallható. Az albumról 1983 szeptemberében az On Top Of Old Smokie című dal jelent meg kislemezen. (Hazánkban a Magyar Rádió annak idején inkább a The Honeycombs Have I The Right című slágerének feldolgozását favorizálta.) 1984-ben a lányok első nagylemezük egyik szerzeménye, a Jimmy Gimme Reggae új változatával jelentkeztek, sőt néhány évig ez maradt az utolsó újdonságuk. Producereik ugyanis követték a zenei divatok változásait, s ahogyan később Frank Farian is magára hagyta a Boney M.-et, úgy Hendrikék is „ejtették” az À La Carte-ot egy újabb trió, a csak fiúkból álló Bad Boys Blue kedvéért. A ’80-as évek európai diszkózenéjében ugyanis „hatalomváltás” történt: a női duókat és triókat felváltották a fiúkból álló formációk, mint például a Modern Talking, a Silent Circle, a Joy vagy a London Boys.
1989-ben az In the Summertime című örökzöld sláger révén ismert egykori együttes, a Mungo Jerry DJ-ként is ténykedő vezetője, Ray Dorset próbálkozott az À La Carte felélesztésével. À La Carte and Mungo Jerry néven kis- és nagylemezt vett fel, ám az új À La Carte-nak a néven kívül semmi köze nem volt az eredeti együtteshez, hiszen annak tagjai közül senki nem vett részt a Mungo Jerry-féle projektben. A Dancing In The Summertime című kislemez, illetve a Sun Sun Summertime című album nem lett igazán sikeres, ami tulajdonképpen nem is meglepő, hiszen a világ addigra már régen túl volt a Stars on 45 és a Saragossa Band nevével fémjelzett diszkóegyvelegek divatján. 1999-ben az À La Carte név újra felbukkant a poppiacon. Kihasználva ugyanis az eurodisco iránt feltámadt nosztalgiázó érdeklődést, több egykori sztártól jelentek meg új lemezek, melyeken zömmel régi slágereik modern hangszerelésű változatai szerepeltek. Amanda Lear, a Baccara, a Boney M. és a Dschinghis Khan albumai mellé az À La Carte-tól is megjelent egy remix CD, melyen a szerzemények kb. fele eredeti, másik fele modernizált hangszerelésben hallható. Az együttes azonban nem állt össze újra. A hírek szerint az eredeti À La Carte megszűnése után Patsy Berlinben, Katie Londonban dolgozott háttérénekesnőként, Jenny pedig Ausztráliába költözött, ahol hirdetési ügynökként vállalt munkát.

## Ismertebb lemezeik

### Kislemezek
- 1979 When The Boys Come Home / Price Of Love
- 1979 Doctor, Doctor (Help Me Please) / It Was A Night Of Wonder
- 1980 Do Wah Diddy Diddy
- 1980 Ring Me Honey / Jimmy Gimme Reggae
- 1981 Farewell, Farewell To Carlingford
- 1981 You Get Me On The Run / Red Indian Drums
- 1981 Have You Forgotten (Wolga Song) / Bananas
- 1981 River Blue / Morning Songbird
- 1981 Viva Torero / Try A Little Tenderness
- 1982 In The Summer Sun Of Greece / Cubatao
- 1982 Ahé Tamouré / Wanted (Jean Le Voleur)
- 1983 Radio / You're Still My Fantasy
- 1983 On Top Of Old Smokie / Cotton Fields
- 1984 Jimmy Gimme Reggae / Lightyears Away From Home
- 1989 Dancing In The Summertime
- 1999 Do Wah Diddy Diddy ’99

### Albumok
- 1980 Do Wah Diddy Diddy Round
- 1981 Viva (album)|Viva
- 1982 The Wonderful Hits Of À La Carte (válogatás)
- 1983 Rockin’ Oldies
- 1989 Sun Sun Summertime (2 CD)
- 1999 The Very Best ’99
- 2001 Best Of À La Carte